# Cartagena Fraccionamiento
Cartagena Fraccionamiento är en ort i Mexiko.   Den ligger i kommunen Aguascalientes och delstaten Aguascalientes, i den centrala delen av landet, 400 km nordväst om huvudstaden Mexico City. Cartagena Fraccionamiento ligger 1 911 meter över havet och antalet invånare är 2 496.
Terrängen runt Cartagena Fraccionamiento är en högslätt, och sluttar västerut. Runt Cartagena Fraccionamiento är det tätbefolkat, med 459 invånare per kvadratkilometer. Närmaste större samhälle är Aguascalientes, 8,2 km söder om Cartagena Fraccionamiento. Trakten runt Cartagena Fraccionamiento består till största delen av jordbruksmark.